# Érika Blondel
Érika Blondel est une joueuse internationale de rink hockey née le 16 décembre 1984.

## Biographie
En 2000, elle participe au championnat du monde. Bien qu'ayant marqué à trois reprises durant la compétition, elle ne se classe qu'à la 12e place avec l'équipe de France. 

## Palmarès
- 12e championnat du monde (2000)